# Konstantin Kokkinaki
Konstantin Konstantinowicz Kokkinaki (ros. Константин Константинович Коккинаки, ur. 26 lutego?/11 marca 1910 w Noworosyjsku, zm. 4 marca 1990 w Moskwie) – radziecki lotnik doświadczalny, Bohater Związku Radzieckiego (1964).

## Życiorys
Pochodził ze zruszczonej greckiej rodziny, był bratem Władimira. W 1925 skończył szkołę, później pracował w porcie i w stoczni, od stycznia 1930 służył w Armii Czerwonej, w 1932 skończył wojskową szkołę lotników w Stalingradzie. W latach 1936–1939 pracował jako lotnik doświadczalny w Moskwie, od czerwca 1939 do czerwca 1940 był zastępcą dowódcy i dowódcą grupy myśliwców w działaniach wojennych w Chinach, wykonał 166 lotów bojowych samolotem I-153, w walkach powietrznych strącił osobiście 3 i w grupie 4 samoloty wroga, w jednej z walk został zestrzelony, zdążył wyskoczyć na spadochronie. Następnie był lotnikiem doświadczalnym zakładu lotniczego nr 1, wykonywał próbne loty myśliwcami I-153 i MiG-3. Od czerwca do sierpnia 1941 latał w 401 myśliwsku pułku lotniczym, sformowanym z oblatywaczy, na Froncie Zachodnim, a od lipca dowodził nim (po śmierci Stiepana Supruna). Wykonał wówczas 98 lotów bojowych samolotem MiG-3, strącając osobiście 4 i w grupie 3 samoloty wroga, później został odwołany z frontu i ponownie został lotnikiem doświadczalnym, w lutym 1950 został przeniesiony do rezerwy w stopniu pułkownika. W latach 1951–1964 pracował w Specjalnym Biurze Konstruktorskim im. Mikojana, prowadząc próby z modyfikacjami samolotów MiG-17, MiG-19 i MiG-21. W 1960 ustanowił dwa światowe rekordy prędkości lotu samolotem MiG-21.

## Odznaczenia
- Złota Gwiazda Bohatera Związku Radzieckiego (21 sierpnia 1964)
- Order Lenina (trzykrotnie - 29 kwietnia 1944, 12 lipca 1957 i 21 sierpnia 1964)
- Order Czerwonego Sztandaru (dwukrotnie - 9 sierpnia 1941 i 19 sierpnia 1944)
- Order Wojny Ojczyźnianej I klasy (trzykrotnie - 2 lipca 1945, 20 września 1947 i 11 marca 1985)
- Order Przyjaźni Narodów (2 lutego 1985)
- Order Czerwonej Gwiazdy (dwukrotnie - 25 lipca 1939 i 30 kwietnia 1945)

I medale.